# Epen
Epen (Limburgs: Ieëpe) is een van de zuidelijkst gelegen dorpen in het Europese deel van het Koninkrijk der Nederlanden. Het is onderdeel van de gemeente Gulpen-Wittem in de Nederlandse provincie Limburg. De buurtschappen Plaat, Terpoorten, Diependal, Terziet en Kuttingen liggen nog net iets zuidelijker. Van oudsher hoort het dorp bij de gemeente Wittem, die in 1999 met Gulpen fuseerde tot de nieuwe gemeente Gulpen-Wittem.
Epen is een plaatsje in het Zuid-Limburgse Heuvelland, bekend vanwege de vele vakwerkhuisjes. In en rondom Epen staan zo'n 480 woningen met ongeveer 1.035 inwoners, waarvan ruim 710 in het dorp zelf wonen.

## Toponymie
De naam "Epen" is afgeleid van een Germaans woord met mogelijk een Keltische oorsprong, "apa", een woord voor "water".

## Historie
In de Romeinse tijd werd de omgeving gekoloniseerd. Legionairs die hun tijd uitgediend hadden, kregen een stuk land toegewezen dat in ontginning werd gebracht. Hieruit zouden later de grote Romeinse hoeven ontstaan: de villa's, waarvan er diverse in de omgeving zijn opgegraven.
Epen was in de vroege Middeleeuwen privé-eigendom van de Karolingische koningen. In 1041 duikt de naam voor het eerst op als "Apine" in een akte van de Roomse Koning Hendrik. In 1056 heeft de tot Duits keizer gekroonde Hendrik goederen "in villa Apensis" aan het Sticht Burtscheid vermaakt. Tot aan de Franse tijd in 1794 bleven de Epense bezittingen in handen van deze abdij. Epen behoorde samen met de nabijgelegen dorpen Mechelen en Wahlwiller tot de enige Nederlandse plaatsen die ooit tot het Hertogdom Limburg hebben behoord.
Na de Middeleeuwen heeft de omgeving veel te lijden gehad van oorlogshandelingen en van rondtrekkende bendes gedeserteerde soldaten. Er heerste veel armoede. De armoede is waarschijnlijk ook een van de redenen dat er zoveel vakwerkgebouwen zijn blijven bestaan.
Pas tussen de beide wereldoorlogen begon de welvaart toe te nemen. Epen werd toen toeristisch ontdekt door mensen met belangstelling voor de natuur en voor de geologie. Onder de eerste toeristen die Epen bezocht hebben, bevond zich Eli Heimans, onderwijzer uit Amsterdam en bevlogen natuurpropagandist. Hij was onder meer een van de oprichters van de Vereniging tot Behoud van Natuurmonumenten, samen met de in Maastricht geboren Jac. P. Thijsse, de schrijver van veel boeken over de natuur. Naar aanleiding van zijn vakantie in 1910 te Epen schreef hij het boekje "Uit ons Krijtland", waarin hij de omgeving van Epen beschreef. Veel ervan is nu nog terug te vinden. Zijn naam komt een aantal keren voor in het Epense: het Heimansreservaat (het Onderste en Bovenste Bos te Epen), de Heimansgroeve (langs de Geul ten zuiden van het dorp, waar carboongesteente aan de oppervlakte komt) en ten slotte de Heimansstraat te Epen.

## Bezienswaardigheden
- Watermolens op de Geul:
  - Volmolen
  - Eper Molen.

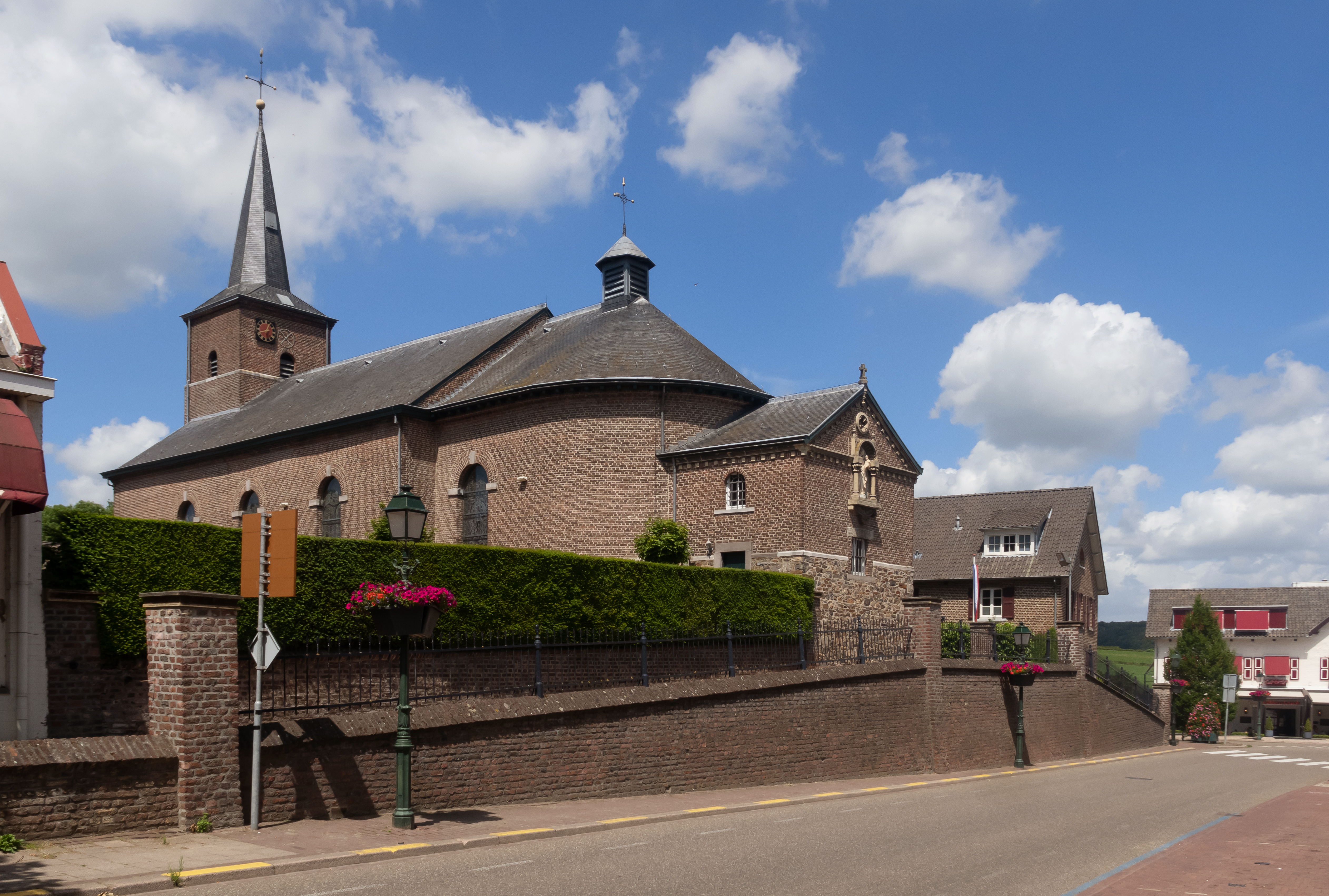
Sint Paulus Bekering

- De Sint-Paulusbekeringskerk, een katholiek kerkgebouw in neoclassicistische stijl, met in diens nabijheid de Kapelanie.
- Het gebouw Emmaus, ten oosten van het dorp.
- Diverse vakwerkhuizen in het dorp en daarbuiten.
- Lijst van rijksmonumenten in Epen
- Groeve Bovenste Bosch, een geologisch monument in het Bovenste Bosch
- Geologisch monument Terziet
- Krijtrots van Heimans
- Calvariekapel in Plaat
- Sint-Genovevakapel in Diependal
- Mariakapel in Terziet

## Natuur en landschap
Epen is gelegen op de rand van het Plateau van Crapoel, op de westflank van de Geulvallei. De hoogte bedraagt ongeveer 140 meter.
De Heimansgroeve, genoemd naar de natuurpropagandist Eli Heimans, ligt vlak bij Epen. Er komen oude geologische lagen uit het Carboon aan de oppervlakte. In de omgeving liggen veel natuurgebieden. Naast het Geuldal betreft dat het Onderste Bosch en het Bovenste Bosch in het zuidwesten, het Kruisbos en het Schweibergerbos in het noordwesten, en het Vijlenerbos in het oosten.

### Zinkerts

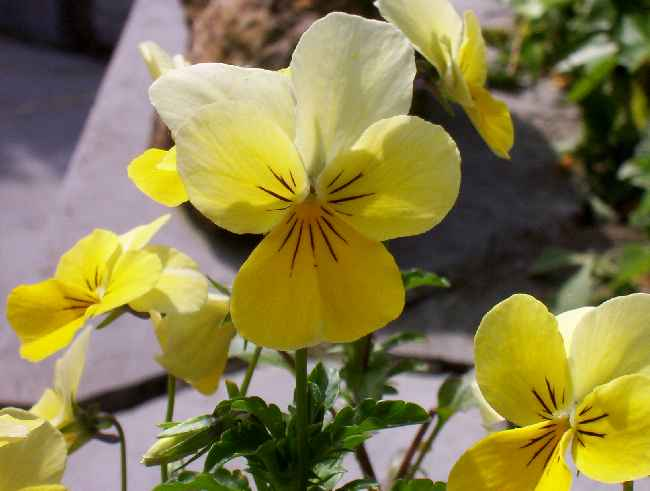
Zinkviooltje

## Foto's

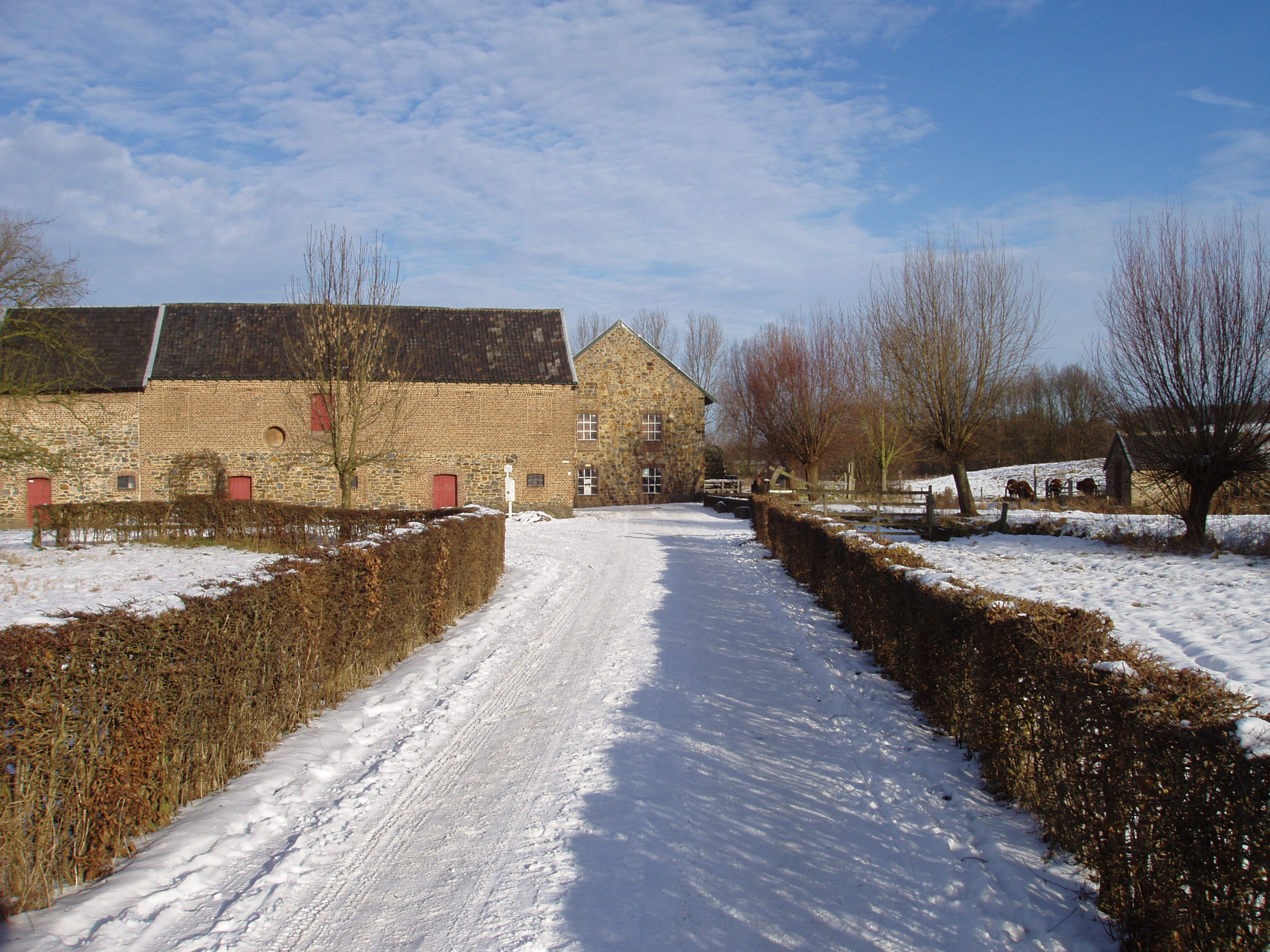
Volmolen
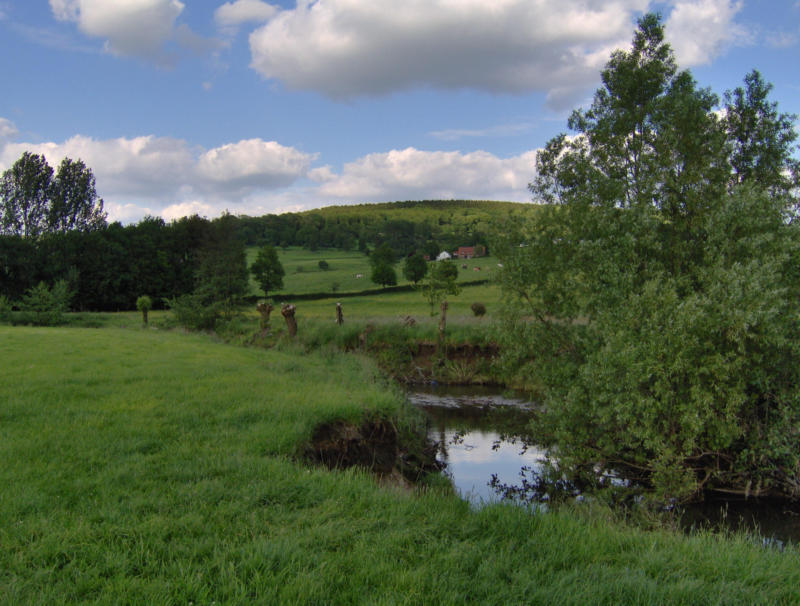
De Geul bij Epen
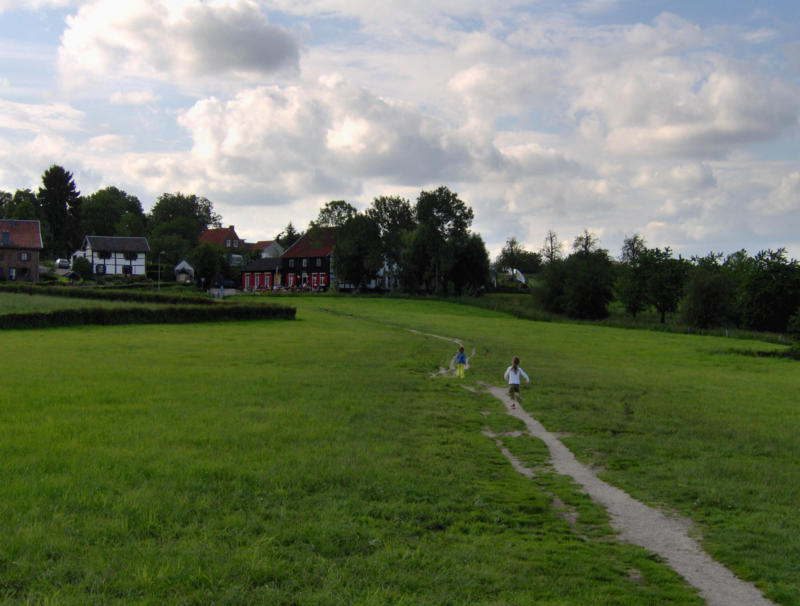
Landschap rond Epen
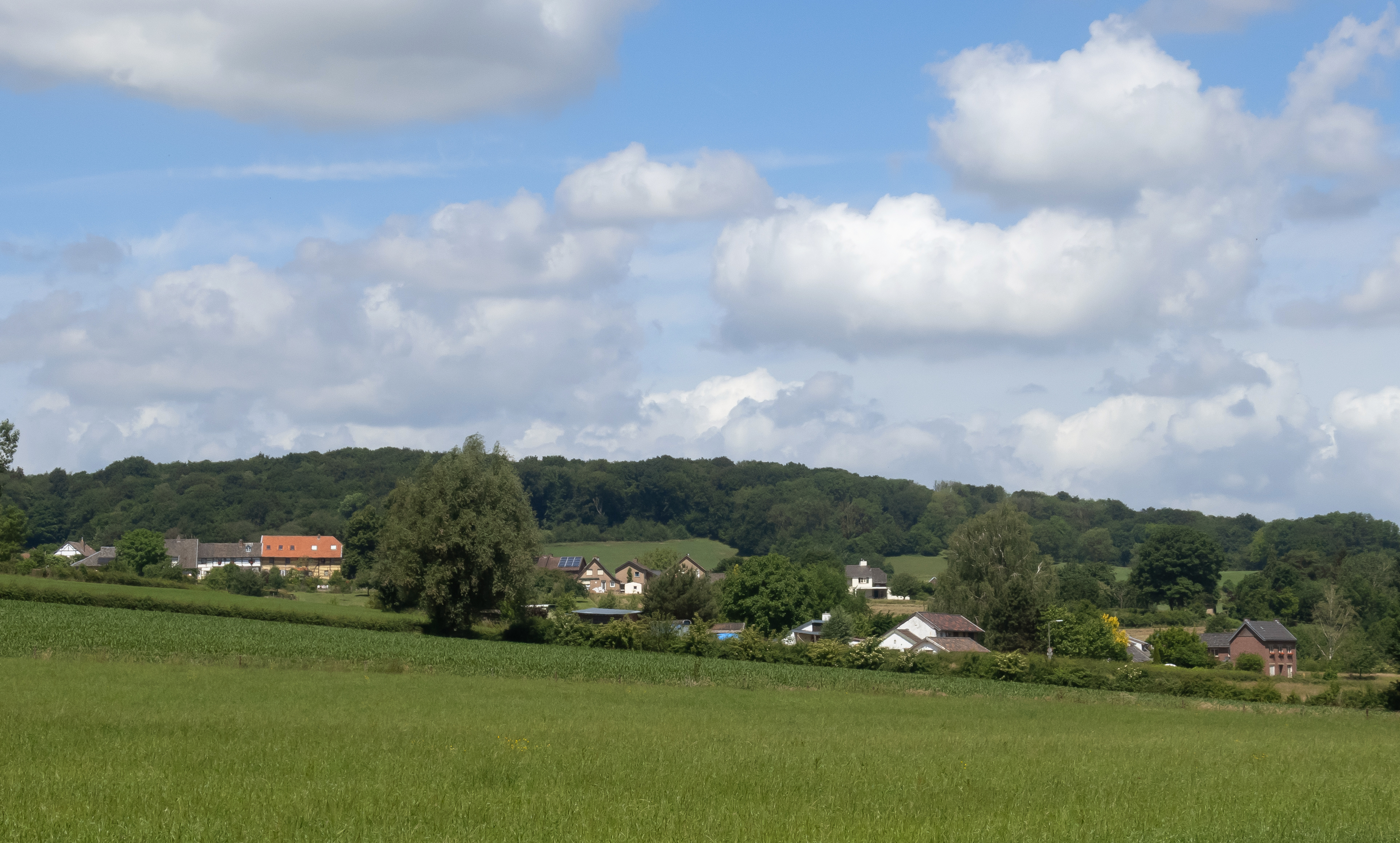
bij Epen, woningen in het heuvelland
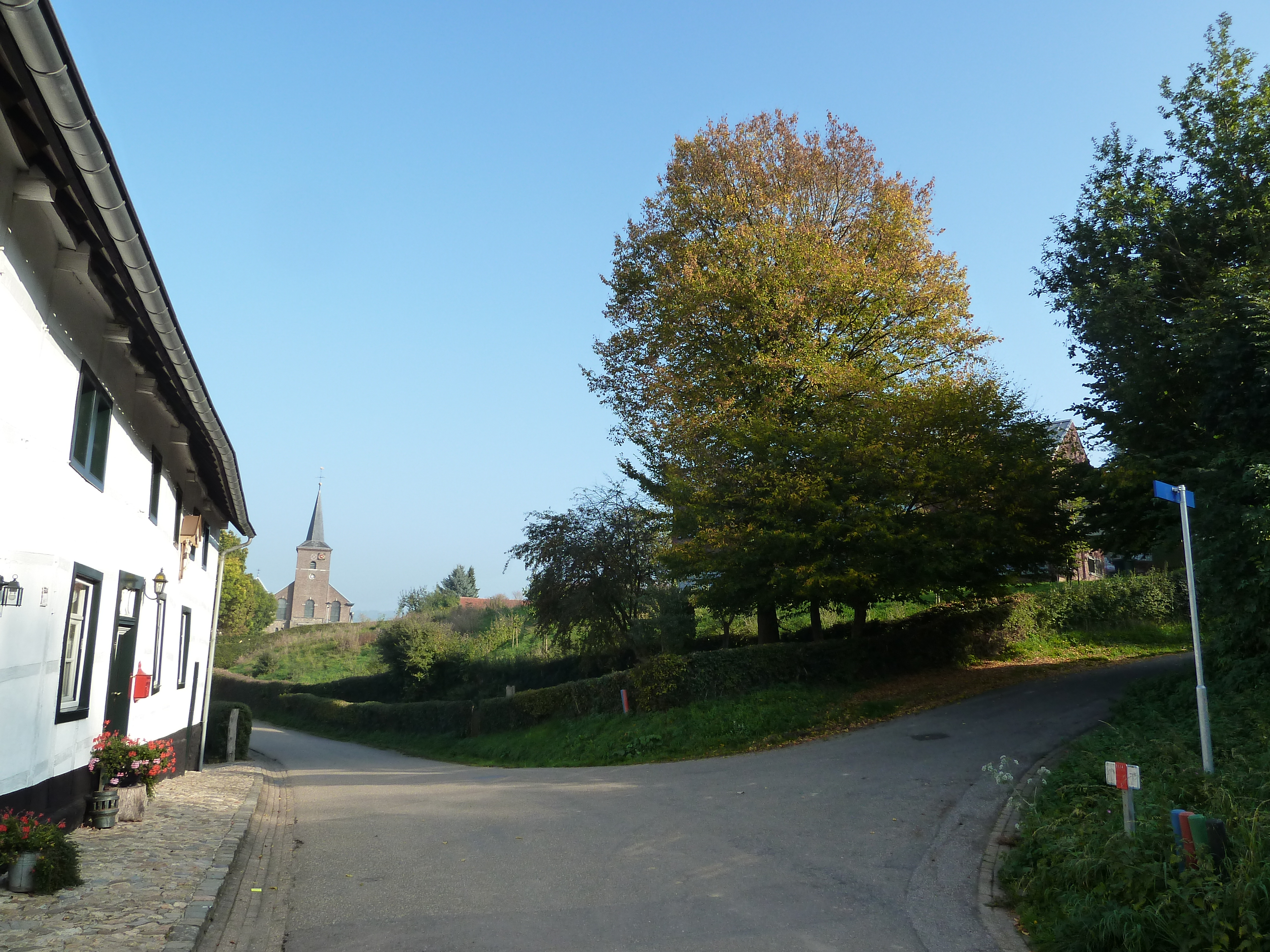
De Paulusborn met op de achtergrond de kerk
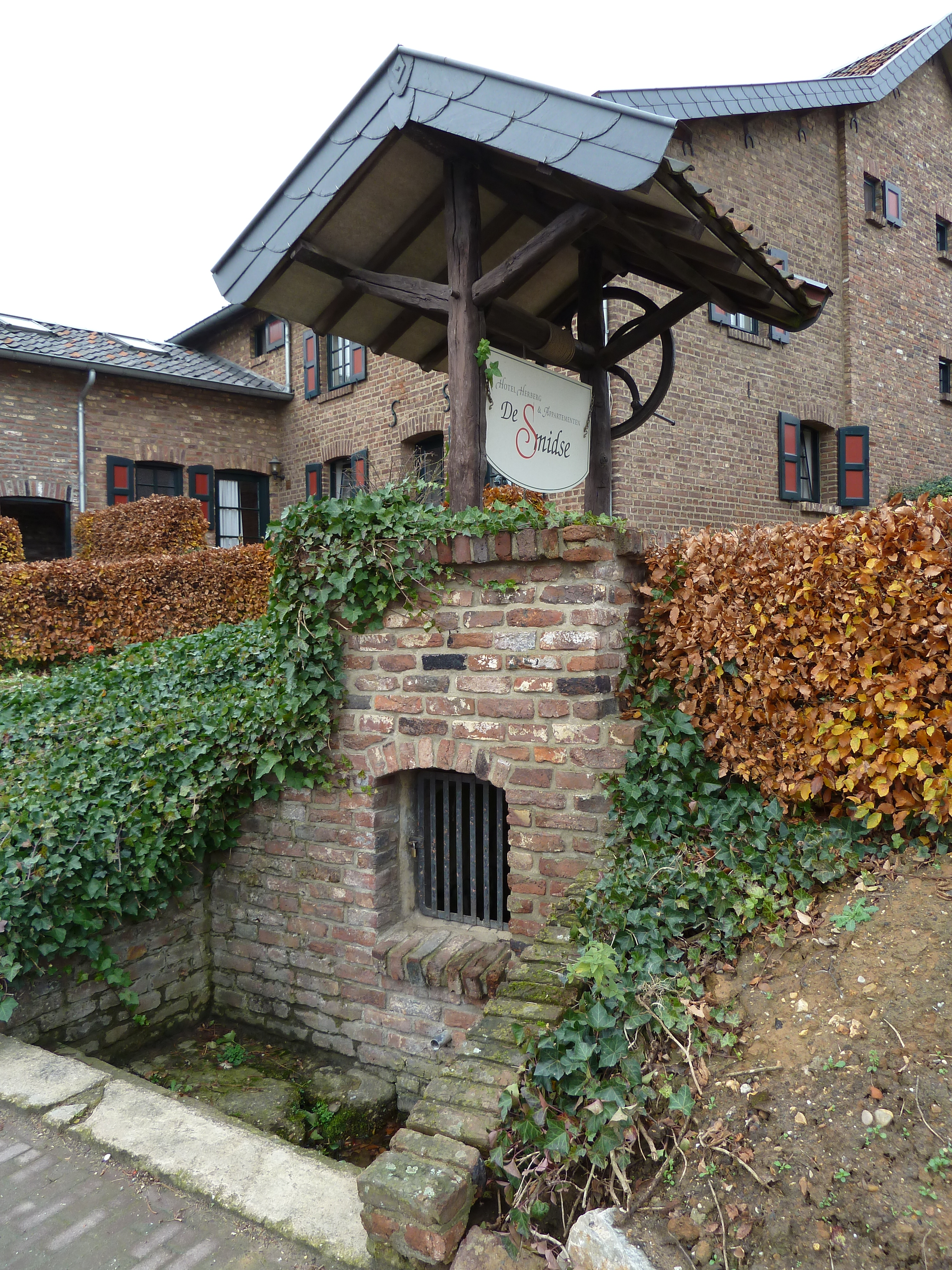
Zwingelput aan de Terpoorterweg

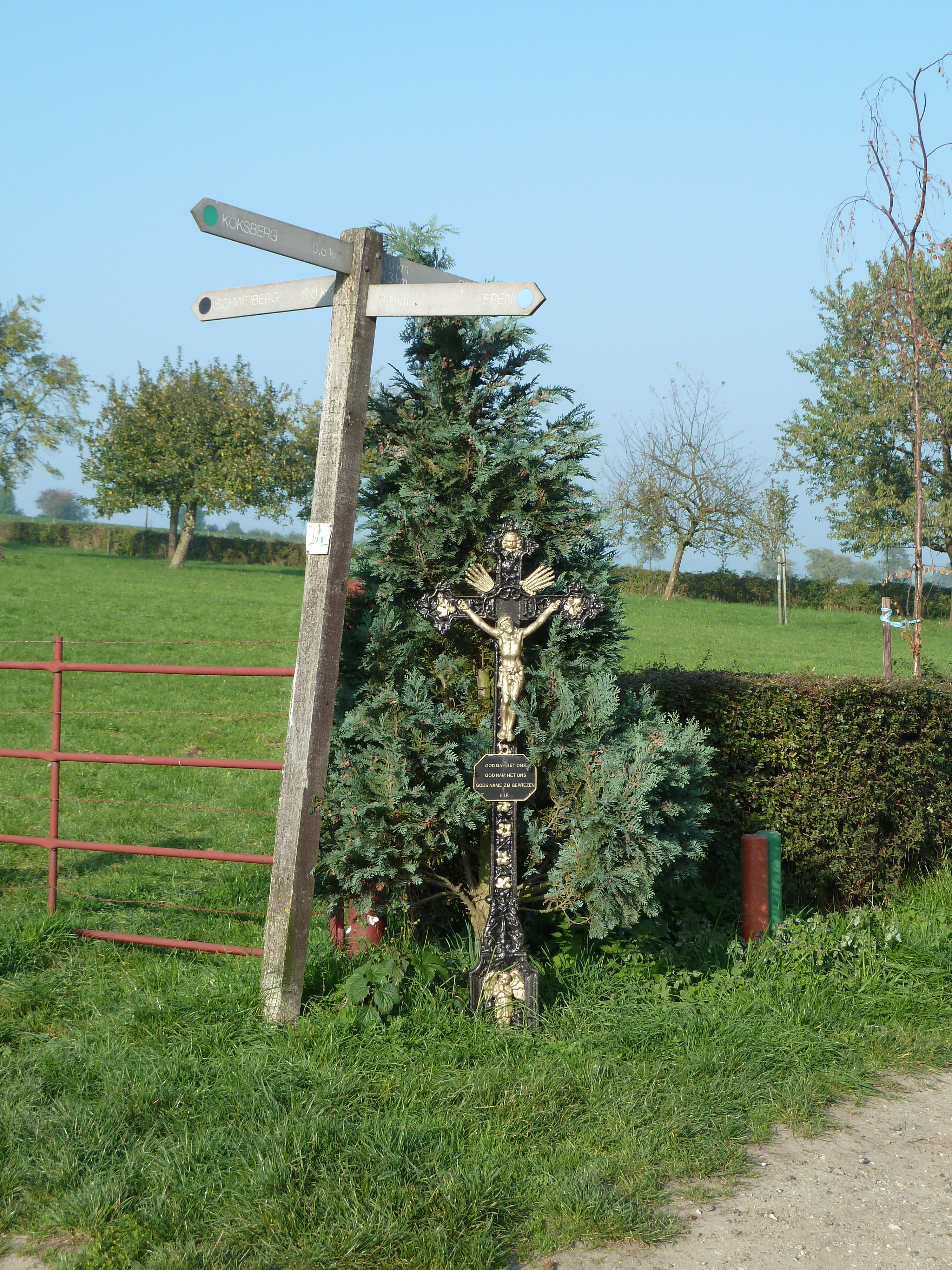
Wegkruis te Epen
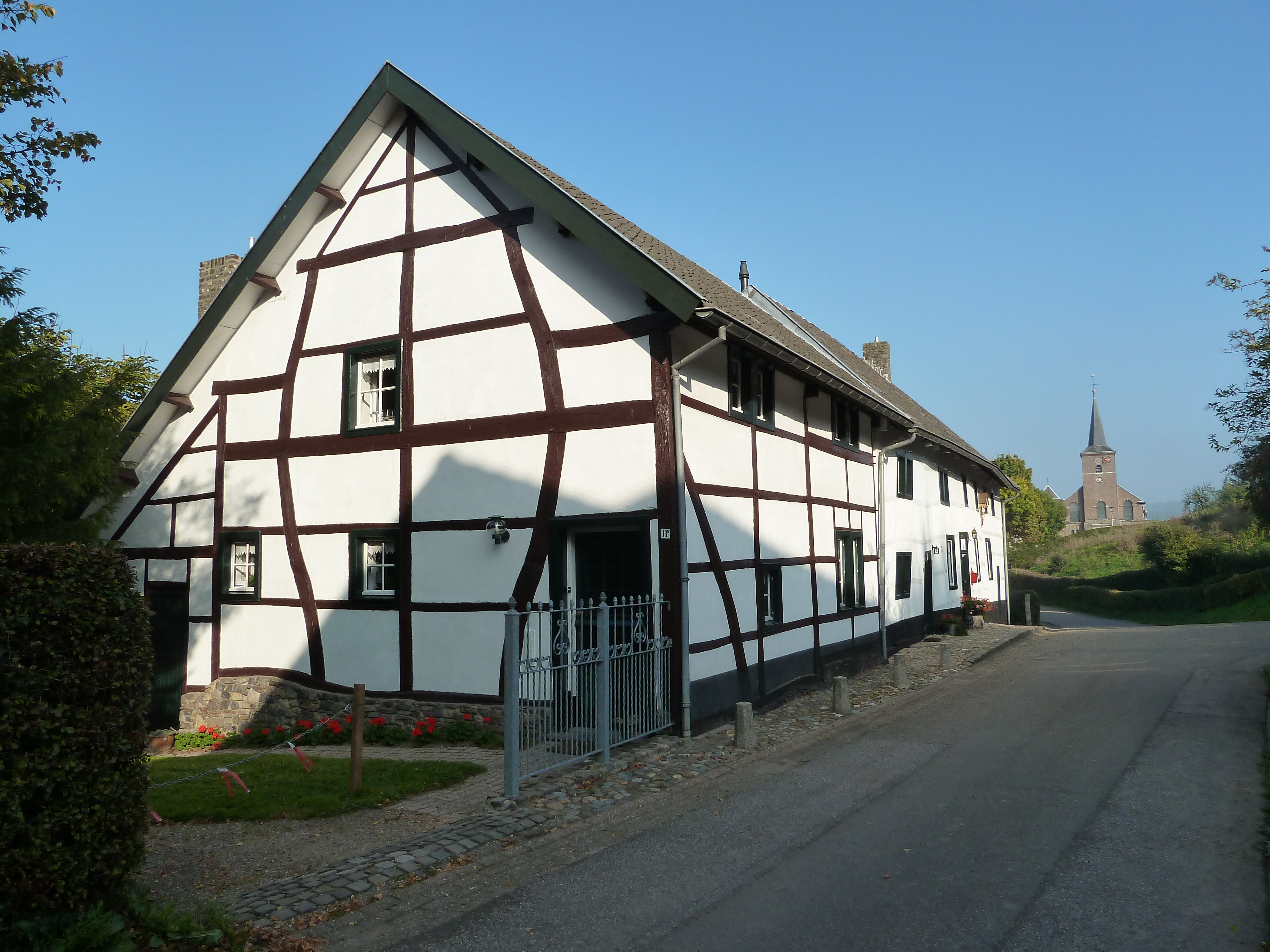
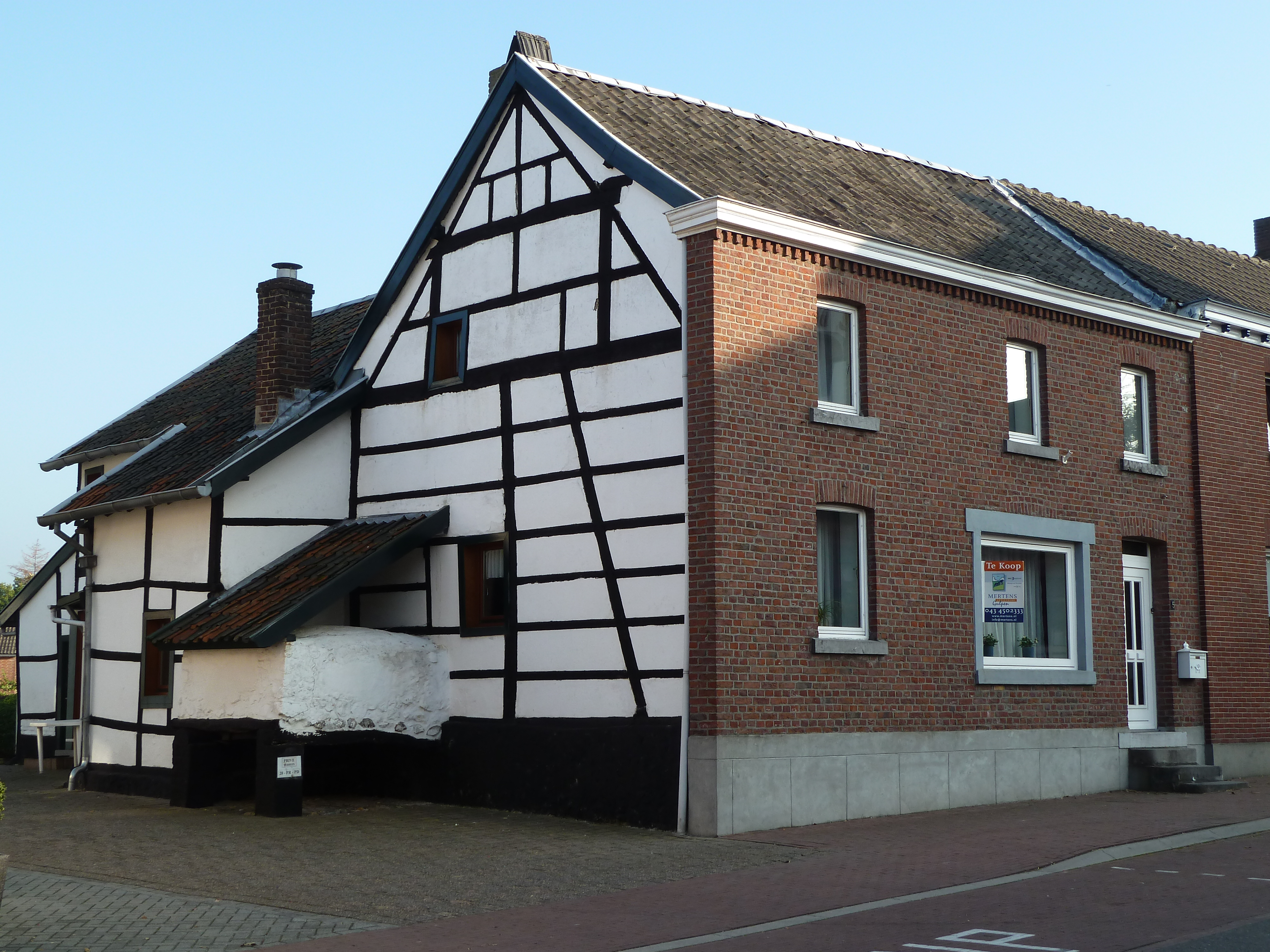
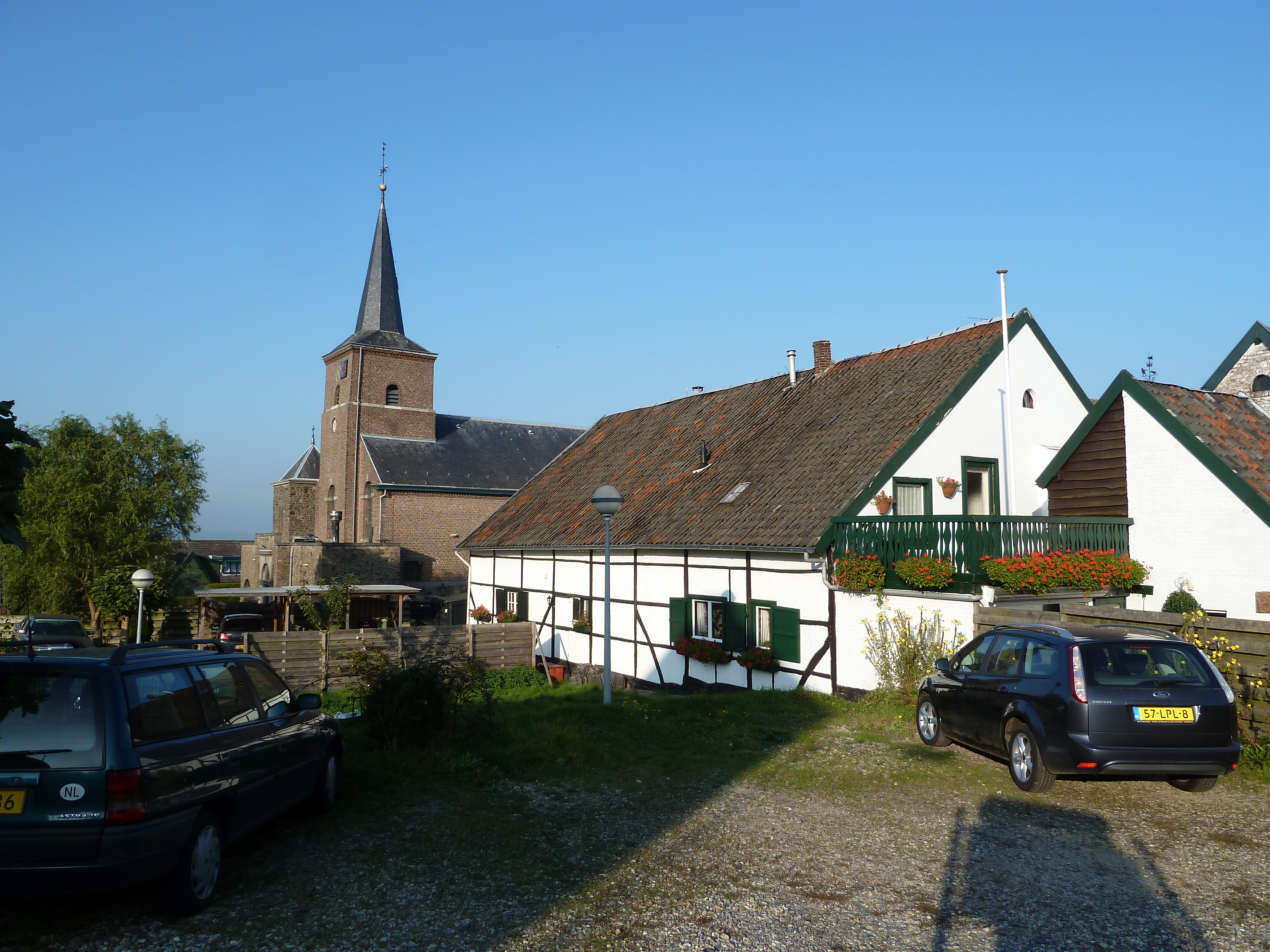
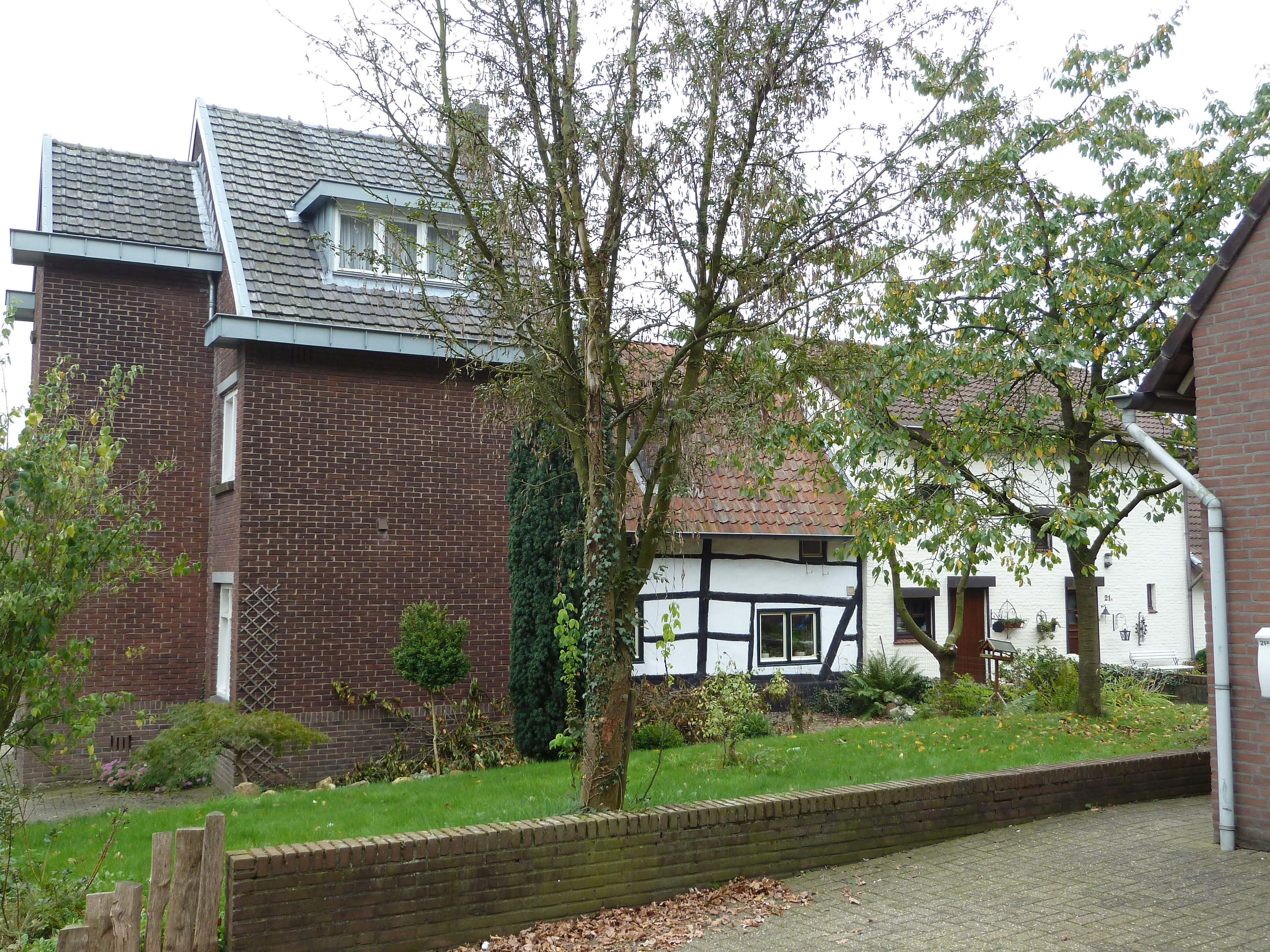